# Q (letter)

Een aantal voorbeelden van de letter Q

De letter Q is de zeventiende letter van het moderne Latijnse alfabet.

## Ontwikkeling
| V24 |

| V24 |

De klank van de Semitische letter Qôp was de stemloze uvulaire plosief /q/ (met de tong tegen de uvula of huig), een veelvoorkomende klank in de Semitische talen, maar afwezig in Indo-Europese talen. In het Internationaal Fonetische Alfabet (IPA) wordt eveneens het teken [q] gebruik voor deze klank. De vorm van de letter is wellicht afgeleid van qaw, een streng wol, en mogelijk gebaseerd op een Egyptische hiëroglief.
In het Grieks werd deze letter de Qoppa (Ϙ, ϙ), die verscheidene plofklanken kon voorstellen, waaronder /kw/ en /kwh/. Als een gevolg van latere klankverschuivingen veranderden deze klanken in het Grieks in respectievelijk /p/ en /ph/. Mogelijk werd daarom de Qoppa omgevormd tot twee verschillende tekens: de Qoppa (ook wel koppa), alleen nog gebruikt als een cijfer dat stond voor het getal negentig (90), en de letter Phi (Φ, φ) die een weergave was van de zuigende klank /ph/ en eveneens als cijfer diende (voor het getal 500). In modern Grieks wordt de phi uitgesproken als de letter F in het Nederlands. Overigens zijn niet alle wetenschappers ervan overtuigd dat Q en Phi een relatie met elkaar hebben.
De Etrusken gebruikten de Q alleen samen met de letter V voor de weergave van de tweeklank /kw/. De Romeinen namen dit over in het Latijnse alfabet.

## Uitspraak en toepassing in moderne talen
In veel moderne talen wordt de Q net als in het Latijn standaard gevolgd door een U. Samen worden ze als 'kw' uitgesproken. In het Frans en Spaans wordt die u niet uitgesproken en klinkt de combinatie qu dus als k. 
In het Azerbeidzjaans, het Oezbeeks en het Tataars wordt de Q identiek uitgesproken als de Semitische Q.
De Q is de minst voorkomende letter in het Nederlands, en komt uitsluitend voor in leenwoorden, vooral uit het Latijn, Frans of Engels en dan dus gevolgd door een u. Een uitzonderlijk geval van een q zonder u vormt het woord qat, overgenomen uit het Arabisch.

## Telefoonalfabet
In het internationale spellingsalfabet wordt de Q weergegeven door middel van de naam Quebec.
In het Nederlands telefoonalfabet wordt de Q weergegeven door middel van het woord Quotiënt (verouderd: Querinus).